# عمر محمود المنتصر
عمر محمود المنتصر (ت. 1999) هو سياسي و دبلوماسي ليبي. تولى عدة مناصب من أهمها منصب وزير العدل في ليبيا مابين أكتوبر 1962 إلى يناير 1964 (في حكومتي محمد عثمان الصيد، ومحي الدين فكيني) باستثناء فترة بسيطة تولى فيها وزارة الخارجية في آخر أيام حكومة الصيد (6-19 مارس 1963).
 ولعله بذلك صاحب أقصر مدة ممن خدموا وزراء للخارجية في ليبيا.
هو ابن رئيس الوزراء الأسبق محمود المنتصر.